# 불
불은 연료가 산화제와 빠르게 산화하는 발열 연소 화학 과정으로, 열, 빛, 그리고 다양한 생성물을 방출한다.
불의 가장 눈에 띄는 부분인 불꽃은 연료가 인화점 온도에 도달했을 때 연소 반응에서 생성된다. 탄화수소 연료의 불꽃은 주로 이산화 탄소, 수증기, 산소 및 질소로 구성된다. 충분히 뜨거우면 기체가 플라스마로 이온화될 수 있다. 불꽃의 색과 열은 연료의 종류와 주변 기체의 조성에 따라 달라진다.
가장 일반적인 형태의 불은 화재를 일으킬 잠재력이 있으며, 이는 영구적인 물리적 손상으로 이어질 수 있다. 불은 전 세계 육상 생태계에 직접적인 영향을 미친다. 불의 긍정적인 효과로는 식물 성장을 촉진하고 생태 균형을 유지하는 것이 있다. 부정적인 효과로는 생명과 재산에 대한 위험, 대기 오염 및 수질 오염이 있다. 불이 보호 식생을 제거하면 폭우로 인해 토양 침식이 발생할 수 있다. 식물을 태우면 질소가 대기로 방출되지만, 칼륨과 인 같은 다른 식물 영양소는 재에 남아 빠르게 토양으로 재활용된다. 이 질소 손실은 토양 비옥도를 장기적으로 감소시키지만, 토끼풀속, 완두, 콩과 같은 질소 고정 식물이나 동물 배설물 및 시체의 분해, 그리고 번개와 같은 자연 현상에 의해 회복될 수 있다.
불은 고대 원소 중 하나이며 인간에 의해 의식, 토지 개간을 위한 농업, 요리, 열과 빛 생성, 신호, 추진, 제련, 단금, 폐기물 쓰레기 소각, 화장 (장례), 그리고 무기나 파괴 수단으로 사용되어 왔다. 불을 예방하고, 관리하고, 완화하고, 소화하기 위한 다양한 기술과 전략이 개발되었으며, 전문 소방관들이 주도적인 역할을 하고 있다.

## 어원
불을 뜻하는 영어 단어 fire는 고대 영어 fȳr에서 유래했으며, 많은 게르만어파 언어와 다른 인도유럽어족 언어에 동계어가 있다. 원시 게르만어의 주격 형태는 fōr로 재구성되며, 이는 원시 인도유럽어 péh2wr에서 파생되었다. 중세 영어에는 대체 철자인 fier가 있었으며, 이는 fiery에 여전히 남아있다.
ignite(불을 붙이다)라는 단어는 불을 의미하는 고전 라틴어 ignis에서 파생되었다. 그리스어 pyr는 화산쇄설류 또는 pyrotechnic(불꽃 기술의)와 같은 단어에 사용된다.

## 역사

### 화석 기록
불의 화석 기록은 오르도비스기 중기인 470,000,000년 전에 육상 식물이 정착하면서 처음으로 나타난다. 이 육상 식물들은 폐기물로 산소를 방출하면서 대기에 많은 양의 산소를 공급했다. 이 농도가 13%를 넘어서면서 산불의 가능성이 열렸다. 산불은 실루리아기 후기 화석 기록인 420,000,000년 전에서 숯이 된 식물의 화석을 통해 처음으로 기록되었다. 데본기 후기의 논란이 많은 공백을 제외하고는 숯이 계속해서 존재한다. 대기 중 산소 수준은 화석 기록의 숯 양과 밀접하게 관련되어 있으며, 산불의 유병률에 있어 산소가 핵심 요소임을 분명히 보여준다. 불은 또한 풀이 많은 생태계의 지배적인 구성 요소가 된 약 6~7,000,000년 전 경에 더욱 풍부해졌으며, 이는 불이 더 빠르게 퍼지는 데 좋은 부싯깃을 제공했다. 이 산불의 광범위한 출현은 불에 더 적합한 더 따뜻하고 건조한 기후를 만들어내는 양성 되먹임 과정을 시작했을 수 있다. 불은 인간이 더 추운 곳과 어두운 동굴에서 살 수 있게 해주었다. 또한 인간을 위험한 동물로부터 보호해주었다. 불은 영양학적 변화를 일으켰고, 우리가 더 다양한 음식을 먹을 수 있게 해주었다.

### 인간의 통제
인간으로 인한 불 활동이 지구에 미친 영향으로 특징지어지는 역사의 기간을 피로센이라고 불렀다. 이 시대에는 특히 기술적 용도를 위한 화석연료의 연소가 포함된다.

#### 초기 인간의 통제
불을 통제하는 능력은 초기 인류의 습관에 극적인 변화를 가져왔다. 발화법을 이용해 열과 빛을 내는 것은 사람들이 음식을 요리할 수 있게 했고, 동시에 영양소의 다양성과 가용성을 높이고 음식 속 병원성 미생물을 죽여 질병을 줄였다. 또한 발생한 열은 사람들이 추운 날씨에 따뜻하게 지낼 수 있도록 도와 더 시원한 기후에서 살 수 있게 해주었다. 불은 또한 야간 포식자를 막아주었다. 약 1,000,000년 전부터 때때로 조리된 음식의 증거가 발견되며, 이는 통제된 방식으로 사용되었음을 시사한다. 다른 자료들은 정기적인 사용 시기를 40만 년 전으로 본다. 약 5만~10만 년 전부터 증거가 널리 퍼져, 이때부터 정기적으로 사용되었음을 시사하며; 인간 개체군에서 대기 오염에 대한 저항력이 비슷한 시기에 진화하기 시작했다. 수만 년 전부터 숯을 만들고 야생 동물을 통제하는 데 사용되면서 불의 사용은 점차 더욱 정교해졌다.

여기 남아프리카 공화국에서 팟찌 위에서 음식을 요리한다.

신석기 혁명을 거쳐 곡물 기반 농업이 도입되면서 전 세계 사람들은 불을 경관 관리 도구로 사용했다. 이러한 불은 일반적으로 통제되지 않는 "뜨거운 불"과는 달리 "시원한 불"이라고 불리는 맞불로, 토양에 손상을 주지 않는다. 뜨거운 불은 식물과 동물을 파괴하고 지역 사회에 위험을 초래한다. 이는 특히 오늘날 산림에서 전통적인 소각이 목재 작물 성장을 장려하기 위해 방지되는 경우에 문제가 된다. 시원한 불은 일반적으로 봄과 가을에 수행된다. 이는 덤불을 제거하고, 너무 빽빽해지면 뜨거운 불을 유발할 수 있는 바이오매스를 태워 없앤다. 이는 다양한 환경을 제공하여 사냥감과 식물 다양성을 장려한다. 인간에게는 빽빽하고 통과할 수 없는 숲을 통과할 수 있게 해준다.
조경 관리 측면에서 불의 또 다른 인간적 용도는 농업을 위한 토지 개간에 사용되는 것이다. 화전 농업은 열대 아프리카, 아시아 및 남아메리카의 많은 지역에서 여전히 흔하다. 소규모 농부들에게 통제된 불은 무성한 지역을 개간하고 식물에서 영양소를 토양으로 되돌리는 편리한 방법이다. 그러나 이 유용한 전략은 또한 문제가 있다. 인구 증가, 삼림 파편화, 기후 온난화로 인해 지구 표면은 점점 더 큰 화재에 취약해지고 있다. 이는 생태계와 인간 기반 시설에 해를 끼치고, 건강 문제를 유발하며, 대기를 더욱 따뜻하게 만들 수 있는 탄소와 그을음의 소용돌이를 일으켜 더 많은 화재로 이어질 수 있다. 오늘날 전 세계적으로 연간 최대 500만 제곱킬로미터(미국 면적의 절반 이상)가 불탄다.

#### 후기 인간의 통제
역사 대부분을 통해 문화권은 네 가지(또는 다섯 가지) 고대 원소를 제안하여 자연과 물질의 속성을 설명하려고 시도했는데, 그 중 불은 구성 요소 중 하나를 형성했다. 중세 이후 과학적 이해가 발전하면서 이 철학은 일련의 화학 원소와 그 상호작용으로 대체되었다. 대신 고대 원소는 물질의 상태, 즉 고체, 액체, 기체, 플라스마와 동등한 것으로 여겨졌다.
17세기 동안, 얀 밥티스타 판 헬몬트는 연소에 대한 연구를 수행하여 숯이 타면서 가스 실베스트리스(야생 영혼)가 방출된다는 것을 발견했다. 이는 이후 1667년 요한 요아힘 베허에 의해 플로지스톤설에 통합되었으며, 이 개념은 거의 두 세기 동안 연금술 사상을 지배했다. 연소가 물질의 방출을 포함하지 않고 오히려 어떤 물질이 흡수된다는 것을 증명한 것은 앙투안 라부아지에였다. 1777년 라부아지에는 공기의 한 구성 요소인 산소(oxygène)와의 반응에 기반한 새로운 연소 이론을 제안했다. 1791년까지 라부아지에의 화학 개념은 젊은 과학자들에게 널리 채택되었고, 플로지스톤설은 거부되었다.
불은 수세기 동안 고문 및 처형 방법으로 사용되었으며, 이는 화형뿐만 아니라 쇠 부츠와 같은 고문 도구에서도 입증되는데, 이는 착용자의 고통을 위해 활활 타오르는 불 위에서 가열될 수 있었다.
불의 현대적인 응용 분야는 셀 수 없이 많다. 가장 넓은 의미에서 불은 지구상의 거의 모든 인간이 매일 통제된 환경에서 사용한다. 내연기관 차량 사용자는 운전할 때마다 불을 사용한다. 발전소는 석탄, 기름 또는 천연가스와 같은 연료를 점화하여 인류의 상당 부분에 전기를 공급하며, 그 결과로 발생하는 열을 이용하여 물을 증기로 끓여 터빈을 구동한다.

#### 전쟁에서의 사용
재래전에서 불의 사용은 긴 역사를 가지고 있다. 불은 소이탄, 가열된 발사체, 연기 사용을 포함한 모든 열 병기의 기반이었다. 이러한 종류의 무기는 해전과 공성전에서 특히 두드러졌다. 비잔티움 함대는 그리스의 불을 사용하여 선박과 병사들을 공격했다.
중국에서 흑색화약의 발명은 약 서기 1000년경에 화창이라는 화염방사 무기로 이어졌는데, 이는 연소하는 흑색화약으로 추진되는 발사체 무기의 전신이었다. 최초의 현대식 화염방사기는 제1차 세계 대전에서 보병에 의해 사용되었는데, 1915년 2월 베르됭 근처에서 독일군이 프랑스군 진지에 처음 사용했다. 이들은 이후 제2차 세계 대전에서 장갑 차량에 성공적으로 장착되었다.
유리병으로 임시변통하여 던지는 소이탄은 나중에 화염병으로 알려졌으며, 1930년대 스페인 내전 동안 배치되었다. 그 전쟁 동안, 게르니카에 프랑코의 민족주의자들을 지원하기 위해 특별히 만들어진 이탈리아 파시스트 및 나치 독일 공군에 의해 소이탄이 투하되었다.
제2차 세계 대전 동안 추축국과 연합국은 소이탄을 투하했으며, 특히 코번트리, 도쿄, 로테르담, 런던, 함부르크 및 드레스덴에 투하했다. 후자의 두 경우, 각 도시를 둘러싼 불고리(fire ring)가 중심 화재군에 의해 생성된 수직 기류에 의해 안쪽으로 당겨져 불폭풍이 의도적으로 발생했다. 미국 육군 항공대는 전쟁 후반기 일본 목표물에 소이탄을 광범위하게 사용하여 주로 목재와 종이로 지어진 도시 전체를 파괴했다. 소이성 액체인 네이팜탄은 제2차 세계 대전 후반인 1944년 7월에 사용되었지만, 베트남 전쟁까지는 대중의 주목을 받지 못했다.

#### 에너지를 위한 생산적 사용
연료를 태우면 화학 에너지가 열 에너지로 전환된다. 목재는 선사 시대부터 연료로 사용되어 왔다. 국제 에너지 기구는 지난 수십 년 동안 전 세계 전력의 거의 80%가 석유, 천연가스, 석탄과 같은 화석 연료에서 꾸준히 공급되었다고 밝혔다. 발전소의 불은 물을 가열하여 증기를 생성하고, 이 증기가 터빈을 구동한다. 터빈은 발전기를 돌려 전기를 생산한다. 불은 또한 열팽창을 통해 직접적으로 기계적 일을 제공하는 데 사용되는데, 외연기관과 내연기관 모두에서 사용된다.
불이 난 후 남은 가연성 물질의 타지 않는 고체 잔류물은 녹는점이 불꽃 온도보다 낮아 녹았다가 식으면서 굳으면 클링커라고 불리고, 녹는점이 불꽃 온도보다 높으면 재라고 불린다.

## 물리적 특성

### 화학

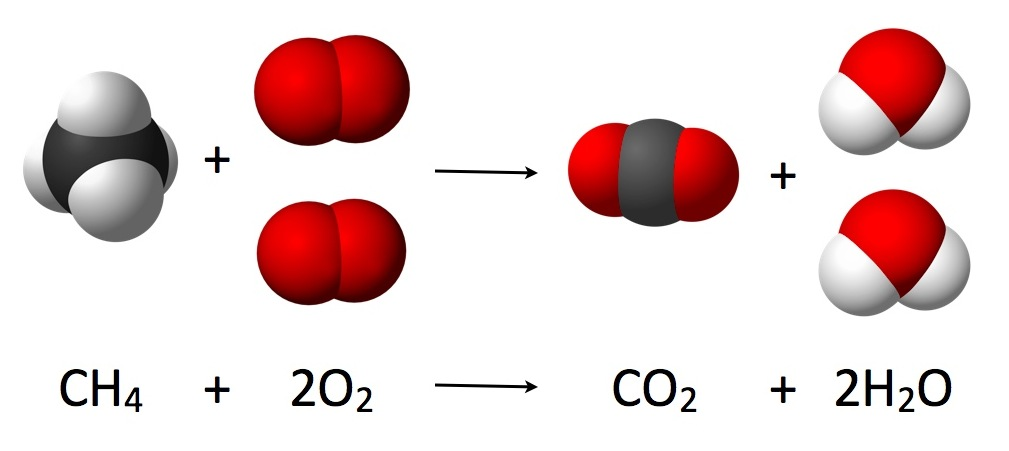
메테인 연소의 균형 잡힌 화학 방정식, 탄화수소

불은 연료와 산화제가 반응하여 이산화 탄소와 물을 생성하는 화학적 과정이다. 이 연소 반응으로 알려진 과정은 직접 진행되지 않고 반응 중간체를 포함한다. 산화제는 일반적으로 산소이지만, 다른 화합물도 그 역할을 수행할 수 있다. 예를 들어, 삼플루오린화 염소는 모래를 점화시킬 수 있다.
불은 가연성 또는 연소성 물질이 충분한 양의 산화제 (예: 산소 가스 또는 다른 산소-풍부 화합물; 염소와 같은 비산소계 산화제도 존재)와 결합하여 인화점 이상의 온도 또는 열원에 노출되고, 연쇄반응을 일으키는 빠른 산화율을 유지할 수 있을 때 시작된다. 이를 일반적으로 화재 사면체라고 부른다. 이러한 모든 요소가 올바른 비율로 존재하지 않으면 불은 존재할 수 없다. 예를 들어, 가연성 액체는 연료와 산소가 올바른 비율일 때만 타기 시작한다. 일부 연료-산소 혼합물은 촉매를 필요로 할 수 있는데, 이는 연소 중 어떤 화학 반응에서도 소모되지 않지만, 반응물이 더 쉽게 연소할 수 있도록 하는 물질이다.
일단 불이 붙으면, 연쇄 반응이 일어나야 하는데, 이로 인해 불은 연소 과정에서 열 에너지를 계속 방출하여 스스로 열을 유지하고, 산화제와 연료가 계속 공급되면 전파될 수 있다. 산화제가 주변 공기의 산소인 경우, 중력 또는 가속으로 인한 유사한 힘의 존재는 대류를 일으키는 데 필요하며, 이는 연소 생성물을 제거하고 불에 산소를 공급한다. 중력이 없으면 불은 빠르게 자체 연소 생성물과 공기 중 비산화성 가스로 둘러싸여 산소를 차단하고 불을 소화시킨다. 이 때문에 우주선이 관성 비행으로 활공할 때는 화재 위험이 작다. 이는 열 대류 이외의 다른 과정으로 불에 산소가 공급되는 경우에는 적용되지 않는다.

화재 사면체

불은 화재 사면체의 요소 중 하나를 제거함으로써 소화될 수 있다. 스토브 버너와 같은 천연가스 불꽃을 생각해 보자. 이 불은 다음 중 어느 방법으로든 소화될 수 있다.
- 가스 공급을 차단하여 연료원을 제거하는 경우;
- 불꽃을 완전히 덮어 연소로 인해 사용 가능한 산화제(공기 중 산소)가 소모되고, 그 산화제가 이산화탄소로 대체되어 불꽃이 질식하는 경우;
- 이산화 탄소와 같은 불활성 가스를 적용하여 사용 가능한 산화제를 대체하여 불꽃을 질식시키는 경우;[63]
- 물을 적용하여 불이 생성하는 것보다 더 빨리 열을 제거하는 경우[64] (마찬가지로, 불꽃에 세게 불면 현재 타고 있는 가스의 열이 연료원으로부터 분산되어 같은 결과를 얻음); 또는
- 할로메테인과 같은 난연제 화학 물질을 불꽃에 적용하여 연소 속도가 연쇄 반응을 유지하기에는 너무 느려질 때까지 화학 반응 자체를 지연시키는 경우.[65]

이와 대조적으로, 불은 전체 연소 속도를 증가시킴으로써 강화된다. 이를 위한 방법으로는 연료와 산화제 투입량을 화학량론적 비율로 맞추고, 이 균형 잡힌 혼합물에 연료와 산화제 투입량을 늘리고, 주변 온도를 높여 불 자체의 열이 연소를 더 잘 유지할 수 있도록 하거나, 연료와 산화제가 더 쉽게 반응할 수 있는 비반응성 매체인 촉매를 제공하는 것이 있다.

### 불꽃

양초의 불꽃

확산 화염은 반응하는 기체와 고체의 혼합물로, 가시광선, 적외선, 때로는 자외선을 방출하며, 그 주파수 스펙트럼은 타는 물질과 중간 반응 생성물의 화학 조성에 따라 달라진다. 예를 들어 탄화수소 (목재)가 타거나 가스가 불완전 연소될 때, 그을음이라고 불리는 백열 고체 입자가 "불"의 익숙한 적황색 빛을 생성한다. 이 빛은 연속 스펙트럼을 가진다. 가스의 완전 연소는 불꽃에서 형성된 여기된 분자의 다양한 전자 전이에서 단일 파장 복사 방출로 인해 희미한 파란색을 띤다.
일반적으로 산소가 관여하지만, 염소 속에서 수소를 태우면 염화 수소(HCl)를 생성하는 불꽃이 발생한다. 불꽃을 생성하는 다른 가능한 조합으로는 플루오린과 수소, 그리고 하이드라진과 사산화 이질소가 있다. 수소와 하이드라진/UDMH 불꽃은 비슷하게 옅은 파란색을 띠는 반면, 20세기 중반에 제트 엔진과 로켓 엔진용 고에너지 연료로 평가된 붕소와 그 화합물은 강렬한 녹색 불꽃을 방출하여 "녹색 용"이라는 비공식적인 별명을 얻었다.

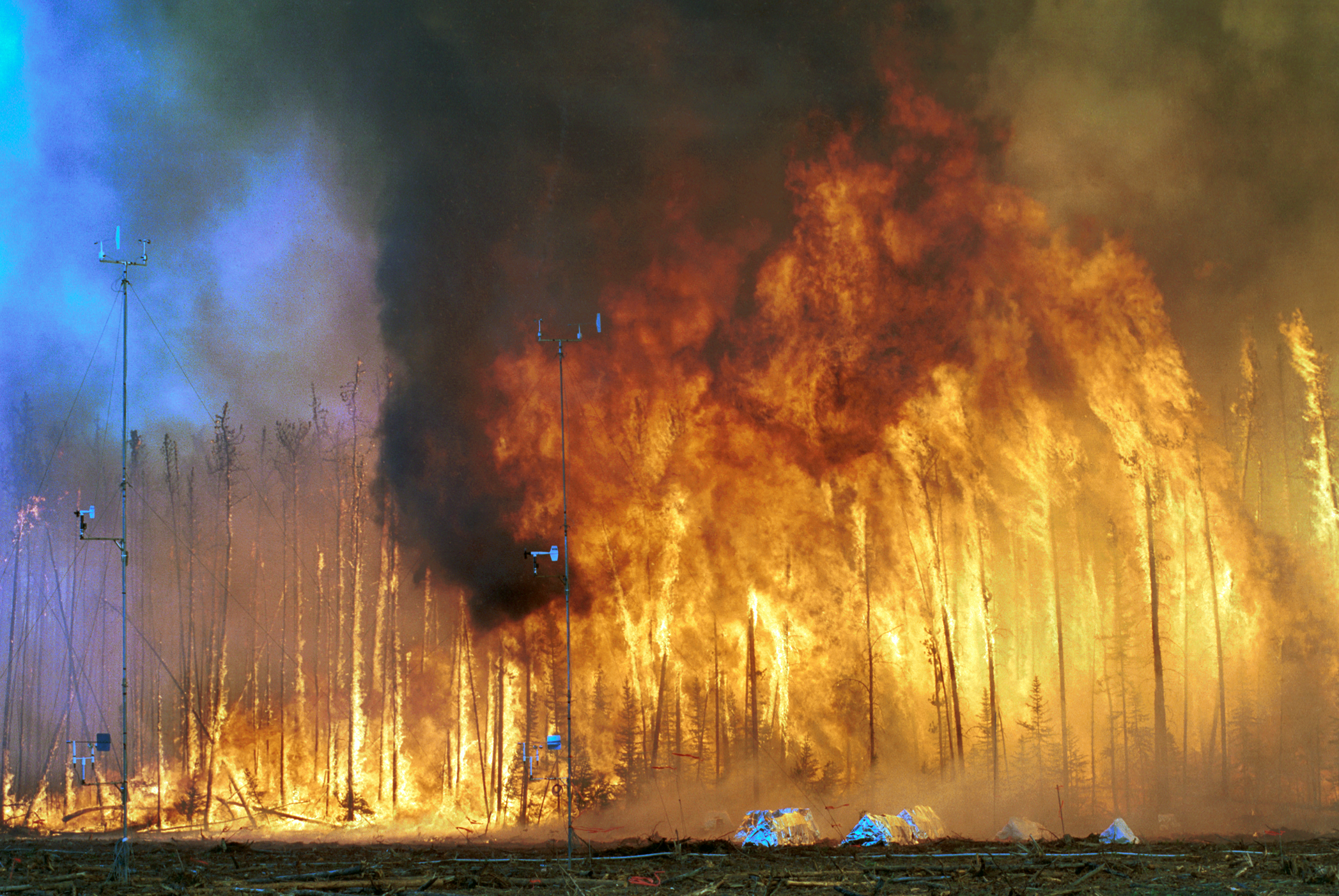
노스웨스트 준주의 맞불로, 온도에 따른 불꽃 색상의 변화를 보여준다. 지면 근처의 가장 뜨거운 부분은 황백색으로 보이고, 더 시원한 위쪽 부분은 빨간색으로 보인다.

불꽃의 빛은 복잡하다. 흑체 방사는 그을음, 가스, 연료 입자에서 방출되지만, 그을음 입자는 완벽한 흑체처럼 행동하기에는 너무 작다. 또한 가스 내 들뜬 원자와 분자에 의한 광자 방출도 있다. 대부분의 방사선은 가시광선 및 적외선 대역에서 방출된다. 색상은 흑체 복사의 경우 온도에 따라 달라지며, 방출 스펙트럼의 경우 화학적 구성에 따라 달라진다.

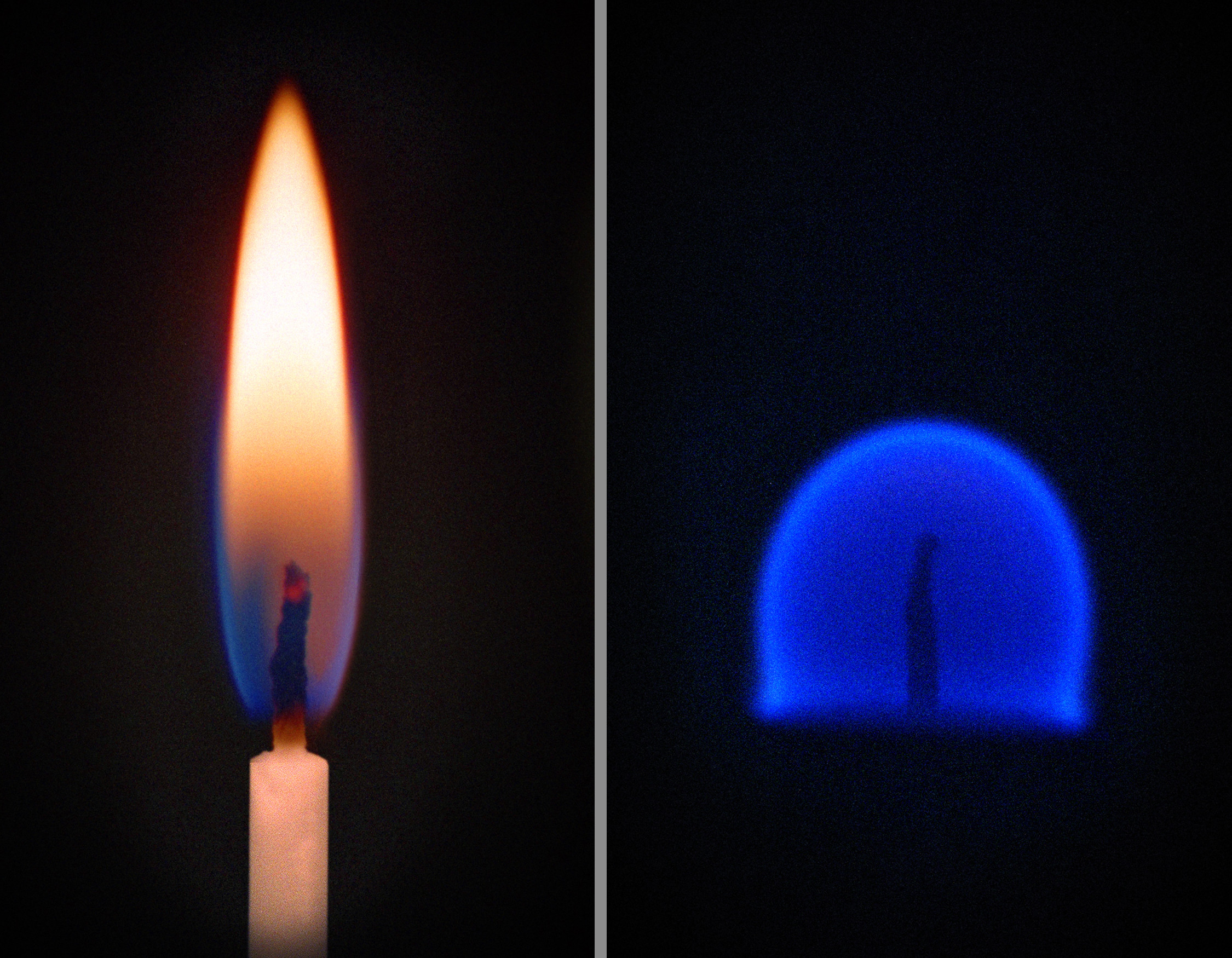
불은 중력의 영향을 받는다. 왼쪽: 지구의 불꽃; 오른쪽: 국제우주정거장의 불꽃

정상 중력 조건에서 불꽃의 일반적인 분포는 대류에 따라 달라지며, 그을음은 일반적인 불꽃의 상단으로 상승하는 경향이 있어 정상 중력 조건에서 양초의 불꽃처럼 노란색을 띤다. 미세중력 또는 무중력 상태, 예를 들어 우주 공간과 같은 환경에서는 대류가 더 이상 발생하지 않으며, 불꽃은 구형이 되고 더 푸른색을 띠며 효율적이다(그러나 지속적으로 움직이지 않으면 꺼질 수 있는데, 연소로 인한 이산화탄소가 미세중력에서 쉽게 분산되지 않고 불꽃을 질식시키는 경향이 있기 때문). 이러한 차이에 대한 몇 가지 가능한 설명이 있는데, 가장 가능성이 높은 것은 온도가 충분히 고르게 분포되어 그을음이 형성되지 않고 완전 연소가 일어난다는 것이다.
NASA의 실험에 따르면 미세중력에서의 확산 화염은 지구상의 확산 화염보다 생성된 그을음을 더 완전히 산화시키는데, 이는 미세중력에서와 정상 중력 조건에서 다르게 작동하는 일련의 메커니즘 때문이다. 이러한 발견은 특히 연료 효율과 관련하여 응용과학 및 사기업 분야에서 잠재적인 응용 가능성을 가진다.

#### 일반적인 단열 온도
주어진 연료와 산화제 쌍의 단열 화염 온도는 가스가 안정적인 연소를 달성하는 온도이다.
- 산소–다이시아노아세틸렌 4,990 °C (9,000 °F)[77]
- 산소–아세틸렌 3,997 °C (7,200 °F)[78]
- 산수소 3,473 °C (6,300 °F)[78]
- 공기–아세틸렌 2,500 °C (4,500 °F)[78]
- 블로토치 (공기–MAPP 가스) 2,020 °C (3,700 °F)[77]
- 분젠 버너 (공기–천연가스) 1,300 to 1,600 °C (2,400 to 2,900 °F)[79]
- 양초 (공기–파라핀) 1,000 °C (1,800 °F)[77]

## 화재 과학
화재 과학은 화재 행동, 역학 및 연소를 포함하는 자연 과학의 한 분야이다. 화재 과학의 응용 분야에는 화재 방호, 화재 조사 및 산불 관리가 포함된다.

### 생태학
육상의 모든 자연 생태계는 고유한 화재 체제를 가지고 있으며, 그 생태계의 유기체는 그 화재 체제에 적응하거나 의존한다. 불은 다양한 서식지 패치를 만들며, 각각은 천이의 다른 단계에 있다. 다른 종의 식물, 동물 및 미생물은 특정 단계를 활용하는 데 특화되어 있으며, 이러한 다양한 유형의 패치를 생성함으로써 불은 경관 내에 더 많은 종이 존재할 수 있도록 한다.

### 소방
대부분의 개발 지역에서는 통제되지 않는 화재를 진압하거나 억제하기 위해 소방 서비스가 제공된다. 훈련된 소방관들은 소방차, 소화전과 같은 수원 자원을 사용하거나 화재의 원인에 따라 A급 또는 B급 폼을 사용할 수 있다.
산불 발생의 조기 감지는 화재 감시탑에서 관찰하는 산불 감시원에 의해 수행될 수 있다. 이 타워의 사용은 1938년에 최고조에 달했으며 그 이후로 감소하고 있다. 현재 대부분의 화재 감시 작업은 적외선 센서와 항공기를 사용하여 수행된다. 감시원의 안내를 받는 공중 소화기는 산불을 관리하는 데 도움이 될 수 있다. 이들은 주로 지상 요원을 지원하는 데 사용된다.

### 관리, 예방 및 보호 시스템

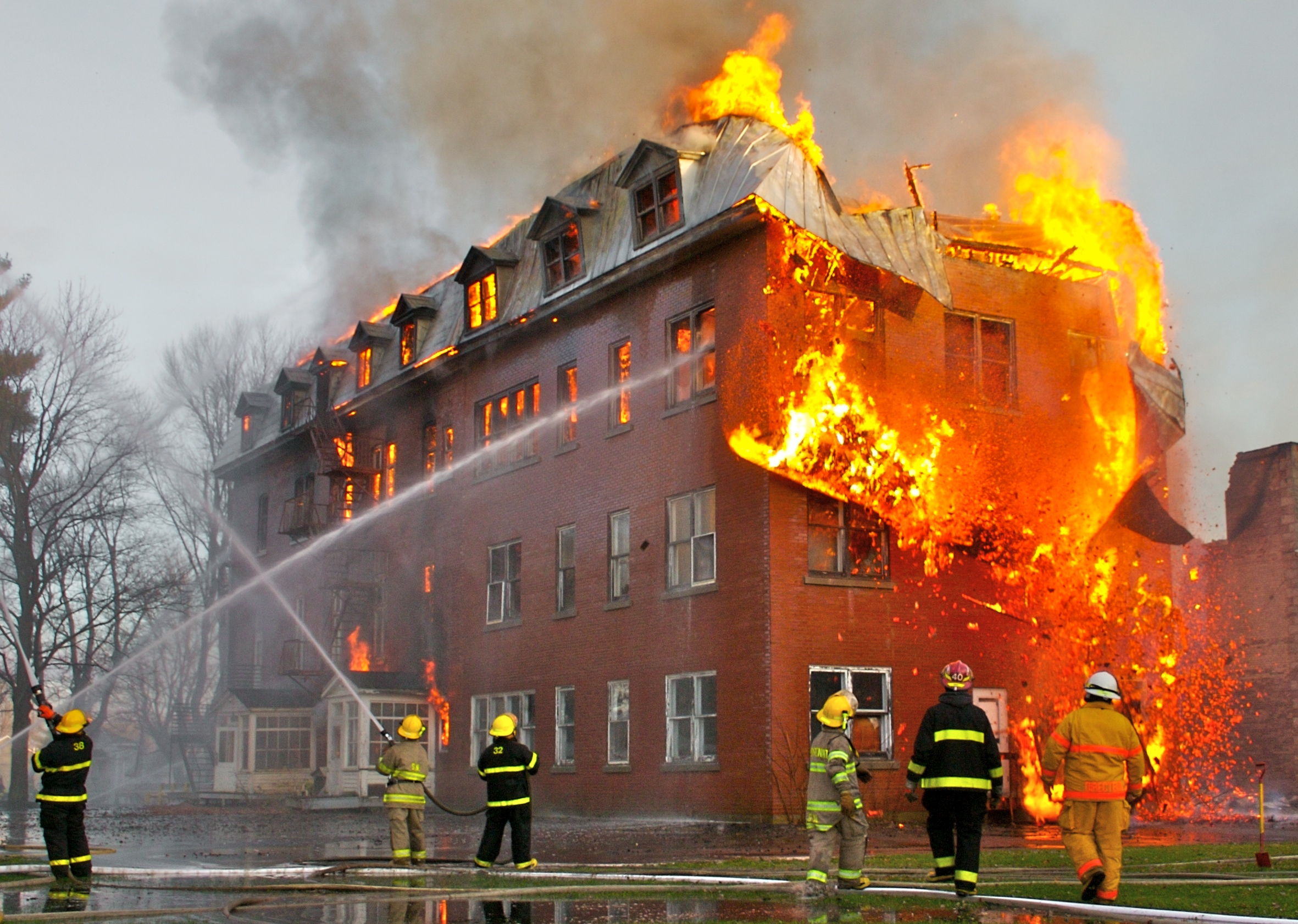
퀘벡주 매슈빌에 있는 버려진 수녀원 화재

불의 크기, 모양 및 강도를 최적화하기 위해 불을 제어하는 것을 일반적으로 화재 관리라고 하며, 숙련된 요리사, 대장장이, 제철업자 등이 전통적으로 (그리고 때때로 여전히) 실천하는 더 발전된 형태는 고도로 능력 있는 활동이다. 여기에는 어떤 연료를 태울지; 연료를 어떻게 배열할지; 초기 단계와 유지 단계 모두에서 불을 어떻게 지필지; 원하는 응용 분야에 맞춰 열, 불꽃 및 연기를 어떻게 조절할지; 나중에 다시 불을 피우기 위해 불을 어떻게 가장 잘 보관할지; 스토브, 벽난로, 빵 오븐 또는 산업용 용광로를 선택, 설계 또는 수정하는 방법 등이 포함된다. 화재 관리에 대한 자세한 설명은 대장장이, 숙련된 야영 또는 군사 정찰, 그리고 가정 예술에 관한 다양한 책에서 찾아볼 수 있다.
전 세계의 산불 예방 프로그램은 야생 화재 사용 및 규정된 또는 맞불과 같은 기술을 사용할 수 있다. 야생 화재 사용은 자연적인 원인으로 발생하여 감시되지만 타도록 허용되는 모든 불을 말한다. 통제된 화재는 덜 위험한 기상 조건에서 정부 기관에 의해 점화되는 불이다.
화재 예방은 발화 원인을 줄이는 것을 목표로 한다. 화재 예방에는 사람들이 화재를 일으키는 것을 피하는 방법을 가르치는 교육도 포함된다. 건물, 특히 학교와 고층 건물은 건물 화재에 대처하는 방법을 시민들에게 알리고 준비시키기 위해 종종 화재 대피 훈련을 실시한다. 파괴적인 화재를 고의로 시작하는 것은 방화에 해당하며, 대부분의 관할 구역에서 범죄이다.
모범 건축법규는 화재로 인한 피해를 최소화하기 위해 수동식 화재 보호 및 능동식 화재 보호 시스템을 요구한다. 능동식 화재 보호의 일반적인 형태는 화재 스프링클러이다. 건물의 수동식 화재 보호를 극대화하기 위해 대부분의 선진국에서는 건축 자재 및 비품에 대해 내화성, 가연성 및 인화성을 시험한다. 차량 및 선박에 사용되는 실내 장식, 카펫 및 플라스틱도 시험 대상이다.
화재 예방 및 화재 보호가 피해를 막는 데 실패한 경우, 화재 보험은 재정적 영향을 완화할 수 있다.

## 문화 속 불

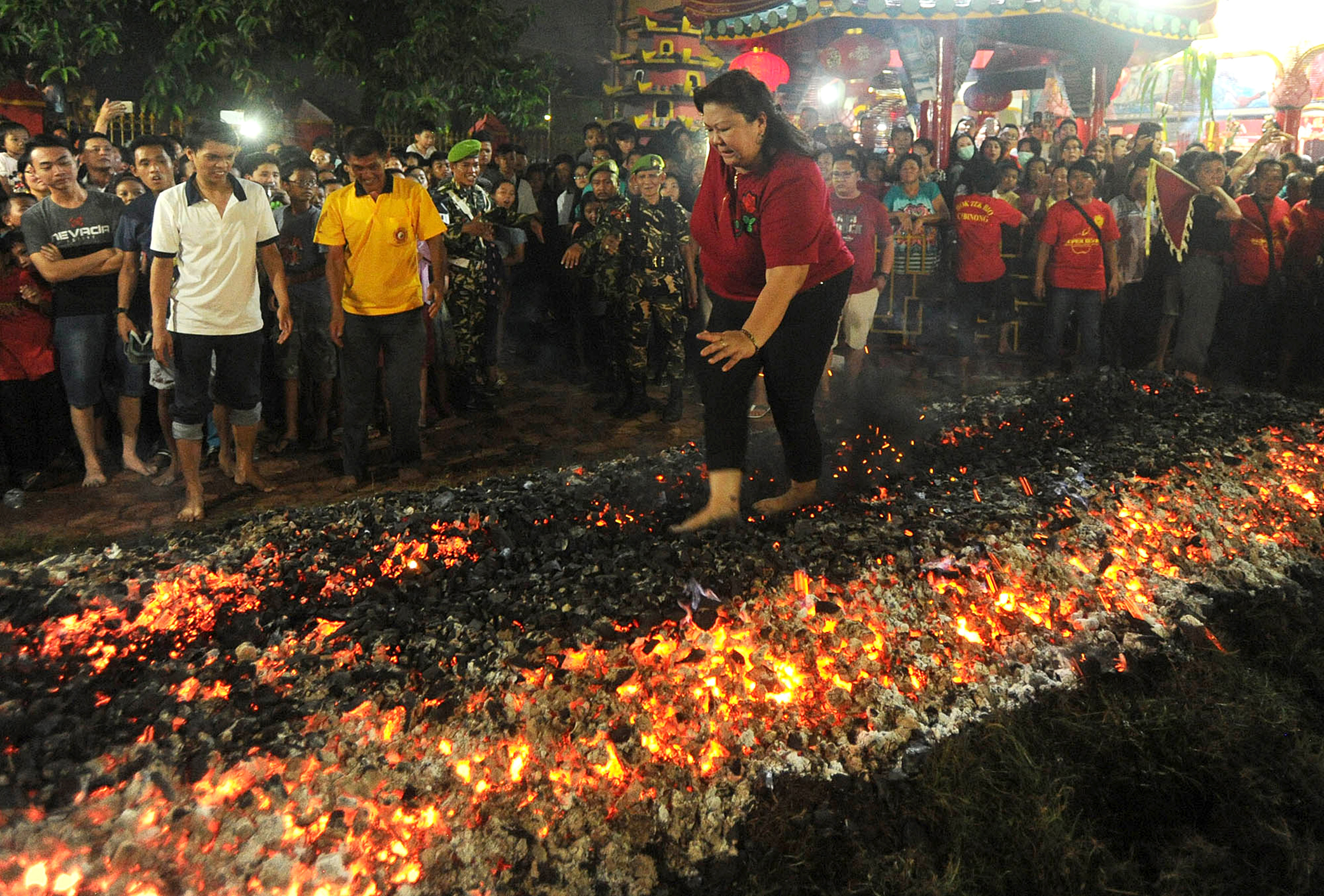
불 위 걷기 의식

불은 전기 구석기 시대부터 인간 문화에서 중요한 요소였다. 고고학적 증거에 따르면 불 숭배는 선사 시대부터 널리 행해졌으며, 적어도 동기 시대부터 전용 구조물이 발견되었다. 조로아스터교는 이러한 관습과 밀접하게 관련되어 있다. 일부 사회에서는 불이 신이었고, 다른 사회에서는 불을 신성의 표현으로 보았다. 화덕의 불은 천상의 불을 상징하는 것으로 여겨졌으며, 따라서 불을 숭배하는 문화권에서는 신성한 구성 요소로 간주된다. 불의 기원은 신화의 대상이 되었다. 고대 그리스 문화에서 티탄족 신 프로메테우스는 천상의 불을 훔쳐 인류에게 선물한 책임이 있었다.
화장을 장례 관행으로 사용하는 것은 서양에서는 적어도 고대 로마 시대부터, 인도 아대륙에서는 약 4,000년 전부터 시작되었다. 시신 화장 (장례)은 힌두교를 포함한 일부 문화권에서 오랫동안 행해져 온 전통이다. 일부 국가에서 초기 종교적 저항이 있은 후, 19세기에 이 관행이 더 널리 퍼졌으며 현재는 일반적이다. 일부 국가에서는 분신자살이 여전히 흔하다.
불의 상징은 오늘날에도 여전히 중요하다. 나무가 풍부한 곳에서는 모닥불이 기념 행사 목적으로 사용될 수 있으며, 많은 경우 전통의 일부이다. 한 예로 영국의 가이 포크스의 밤이 있다. 바비큐는 미국에서 불을 기반으로 한 문화적 전통이다. 불꽃놀이의 화려한 점화는 새해를 축하하는 현대적 전통이 되었다. 이와 대조적으로, 분서는 정치적, 종교적 또는 도덕적 이유로 시위의 한 형태로 사용되어 왔다. "인형 태우기" 행위도 비슷한 역할을 하며, 연례 유다 태우기 의식처럼.
인간은 불에 대한 본능적인 매력을 가지고 있지 않지만, 현대 사회에서는 어른들이 호기심으로 불에 이끌릴 수 있다. 매일 불을 사용하는 사회에서는 아이들이 규칙적인 노출로 인해 약 7세경에 불에 대한 흥미를 잃는다. 방화는 고의로 재산에 불을 지르는 행위이다. 별개이지만 관련이 있는 행동은 방화광인데, 이는 개인이 고의로 불을 지르려는 충동을 반복적으로 저항하지 못하는 충동조절장애로 분류된다. 이와 대조적으로 소방은 불에 대한 비이성적인 공포이다. 이 불안장애는 흔치 않은 공포증이다.

## 사진

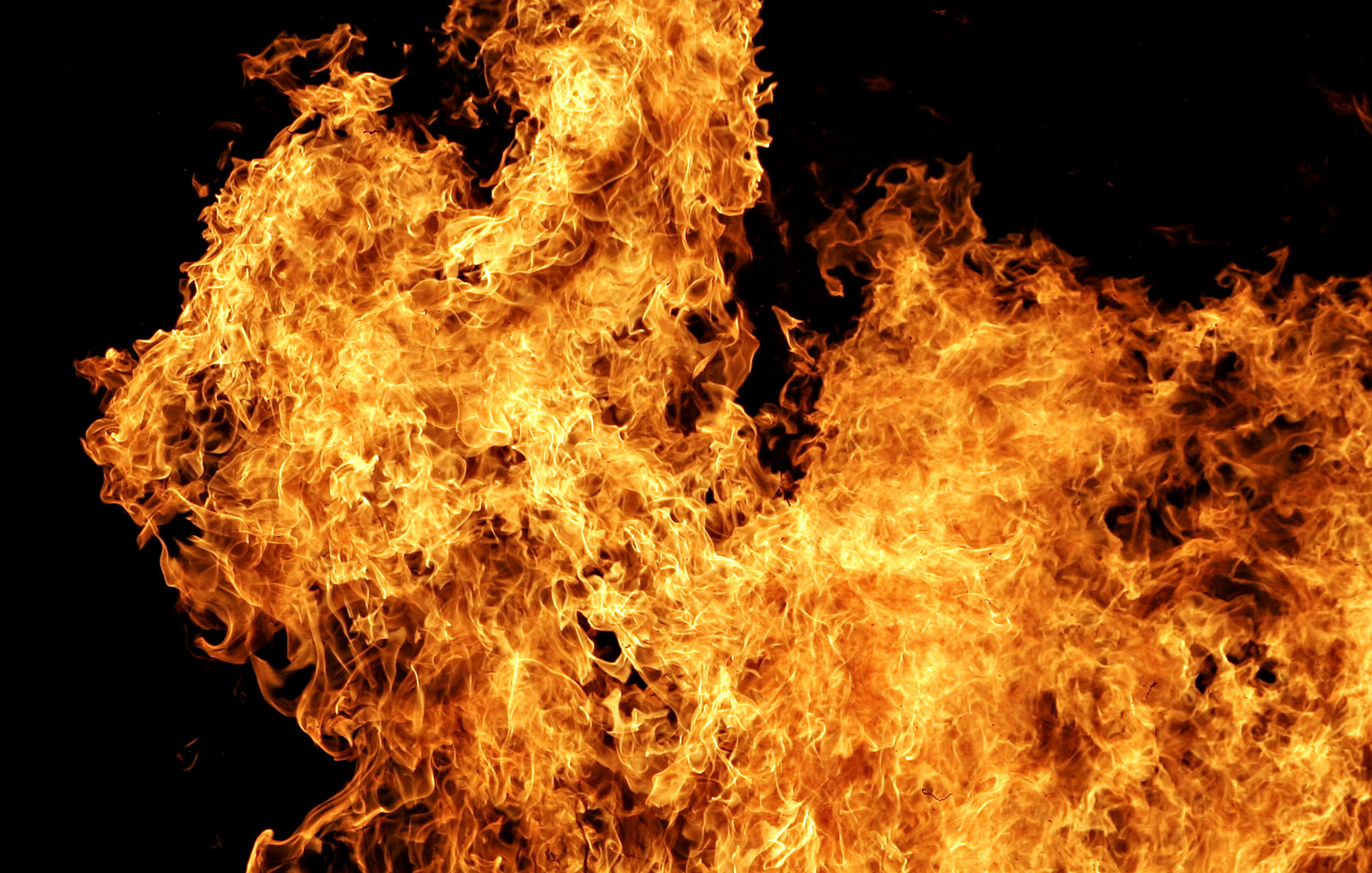
불의 모습.
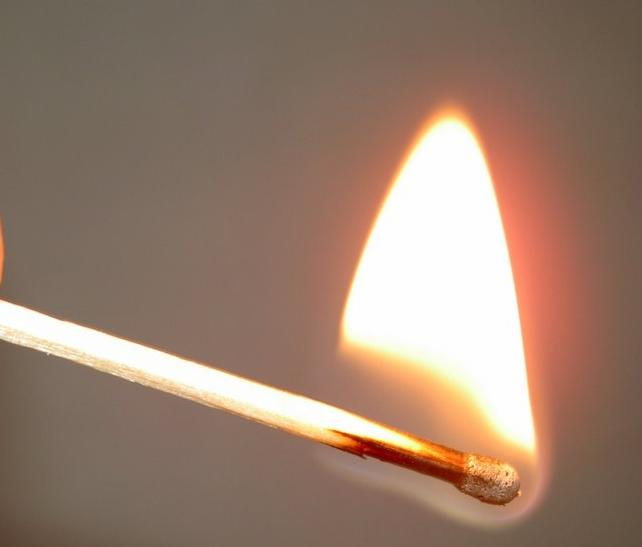
불붙은 성냥의 모습.
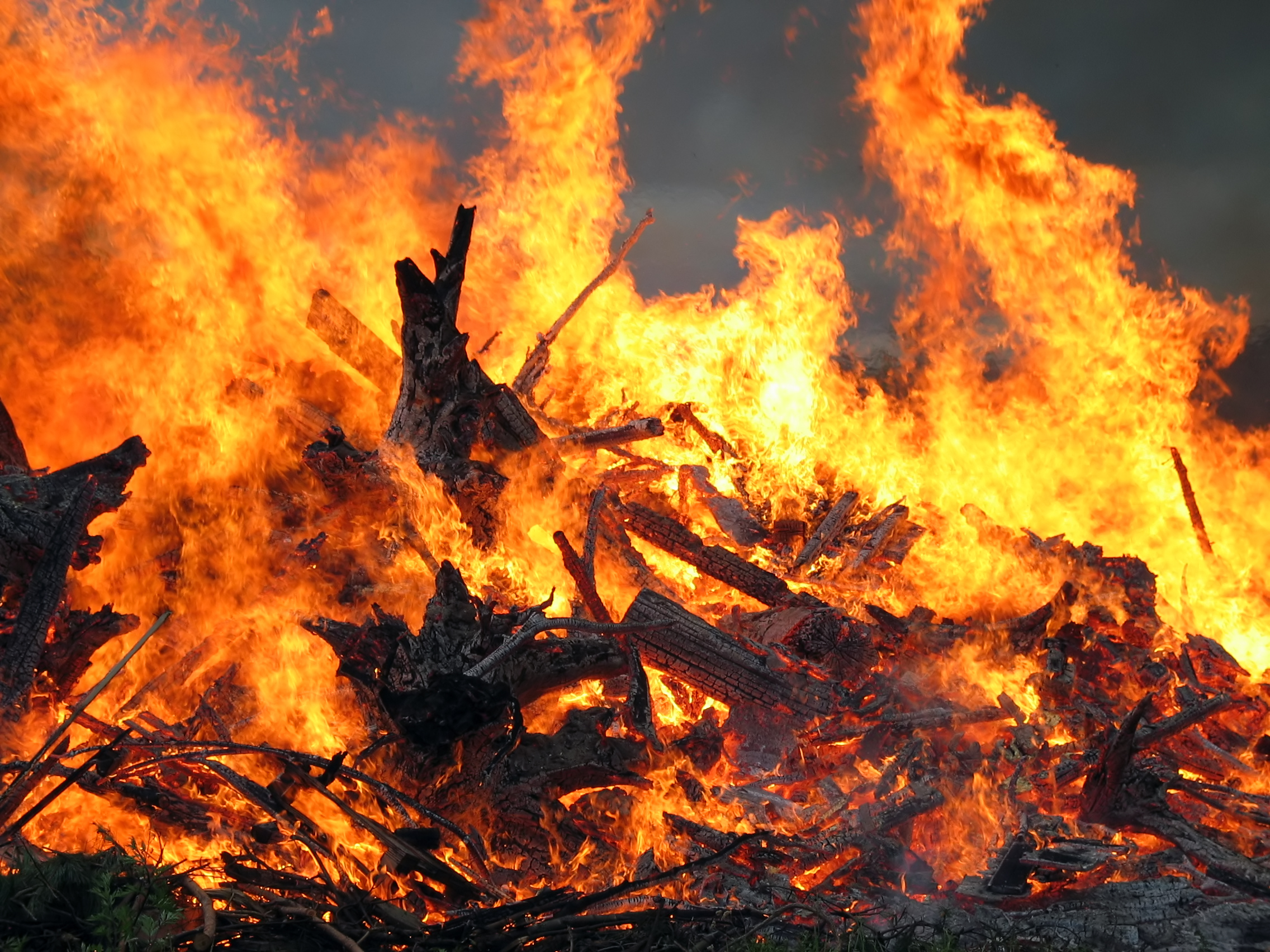
불의 모습.

## 같이 보기
- 발화법
- 번개
- 불꽃 반응
- 성냥
- 화재
- 도깨비불
- 연소